# Strażnica WOP Bartnica
Strażnica Wojsk Ochrony Pogranicza Kunigawalde/Konary/Bartnica – zlikwidowany pododdział Wojsk Ochrony Pogranicza pełniący służbę graniczną na granicy polsko-czechosłowackiej.

Strażnica Straży Granicznej w Bartnicy – zlikwidowana graniczna jednostka organizacyjna Straży Granicznej realizująca zadania bezpośrednio w ochronie granicy państwowej z Czechosłowacją/Republiką Czeską.

## Formowanie i zmiany organizacyjne
Strażnica została sformowana w 1945 w strukturze 52 komendy odcinka jako 244 strażnica WOP (Kunigawalde) o stanie 56 żołnierzy. Kierownictwo strażnicy stanowili: komendant strażnicy, zastępca komendanta do spraw polityczno-wychowawczych i zastępca do spraw zwiadu. Strażnica składała się z dwóch drużyn strzeleckich, drużyny fizylierów, drużyny łączności i gospodarczej. Etat przewidywał także instruktora do tresury psów służbowych oraz instruktora sanitarnego. Strażnica wystawiła placówkę w Gieszczach Górnych ?. W 1947 strażnicę przeniesiono do Bytowa, a placówkę z Głuszycy Górnej do Krajanowa. W 1951 stacjonowała w Bartnicy.
Od 15 marca 1954 wprowadzono nową numerację strażnic, a strażnica WOP Bartnica otrzymała nr 256. 
W 1956 rozpoczęto numerowanie strażnic na poziomie brygady. Strażnica II kategorii Bartnica była 20. w 5 Brygadzie Wojsk Ochrony Pogranicza. 
W 1960, po kolejnej zmianie numeracji, strażnica posiadała numer 7 i zakwalifikowana była do kategorii II w 5 Sudeckiej Brygadzie WOP . W 1964 strażnica WOP nr 7 Bartnica uzyskała status strażnicy lądowej i zaliczona została do II kategorii.
Straż Graniczna:
15 maja 1991 po rozwiązaniu Wojsk Ochrony Pogranicza, 16 maja 1991 strażnica w Bartnicy weszła w podporządkowanie Sudeckiego Oddziału Straży Granicznej i przyjęła nazwę Strażnica Straży Granicznej w Bartnicy.
Realizując zadania wynikające ze strategii przekształceń w Straży Granicznej, rozpoczęto ograniczanie ilości strażnic podległych Sudeckiemu Oddziałowi SG w 1999 Strażnica SG w Łomnicy została rozformowana, a ochraniany odcinek granicy przejęła Strażnica SG w Bartnicy.
Jako Strażnica SG w Bartnicy funkcjonowała do 23 sierpnia 2005 i 24 sierpnia 2005 została przekształcona na Placówkę Straży Granicznej w Bartnicy (Placówka SG w Bartnicy).

## Wydarzenia

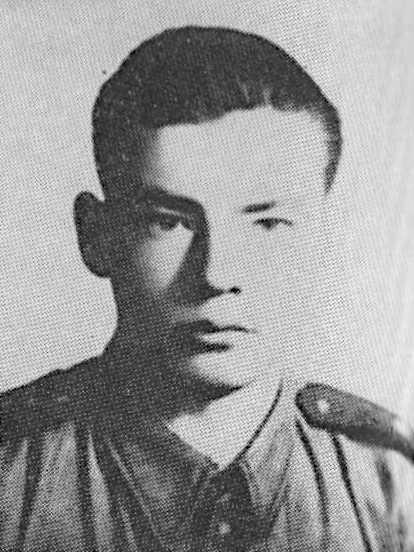
chor. Henryk Dąbrowski z-ca k-ta 244 strażnicy WOP, zginął 10.09.1946.

- 1946 – 10 września zginął zastępca komendanta strażnicy ds. specalnych chor. Henryk Dąbrowski. Został on zastrzelony przez pełniącego obowiązki komendanta strażnicy por. Kajdę. Po tym tragicznym incydencie doszło do zbiorowej dezercji załogi strażnicy. Por. Kajdę oskarżono o przynależność do grupy Narodowych Sił Zbrojnych „Maślanka”. W późniejszym czasie został ujęty i skazany[13].
- 1976 – wycofano z granicy rowery, zastępując je motocyklami małolitrażowymi; WSK-175 dla kadry i WSK-125 dla żołnierzy służby zasadniczej (5–13 motocykli w zależności od obsady i na jakiej granicy). Wyposażone w łączność radiową motocykle stały się podstawowym środkiem transportu w służbie patrolowej i rozpoznawczej[14].
- Koniec lat 70. – strażnice górskie WOP wyposażone zostały w skutery produkcji radzieckiej typu Buran umożliwiające patrolowanie granicy górskiej także w zimie niezależnie od grubości pokrywy śnieżnej[14].
- 13 grudnia 1981–22 lipca 1983 – (stan wojenny w Polsce), normę służby granicznej dla żołnierzy podwyższono z 8 do 12 godzin na dobę. Patrole wysyłane w teren zostały wzmocnione. Wyeliminowano służby składające się z jednego żołnierza. Ścisłą kontrolą objęto całą strefę nadgraniczną, zamknięte zostały niektóre szlaki turystyczne, a ruch w strefie nadgranicznej został znacznie ograniczony. W stan gotowości były postawione wszystkie pododdziały odwodowe. Mimo utrudnionych warunków nie zaprzestano współpracy z ludnością pogranicza[15].

## Strażnice sąsiednie
- 243 strażnica WOP Wunschelburg ⇔ 245 strażnica WOP Lomnitz – 1946.

## Komendanci/dowódcy strażnicy
- por. Kajda p.o. (10.09.1946)[13].